# Hématurie

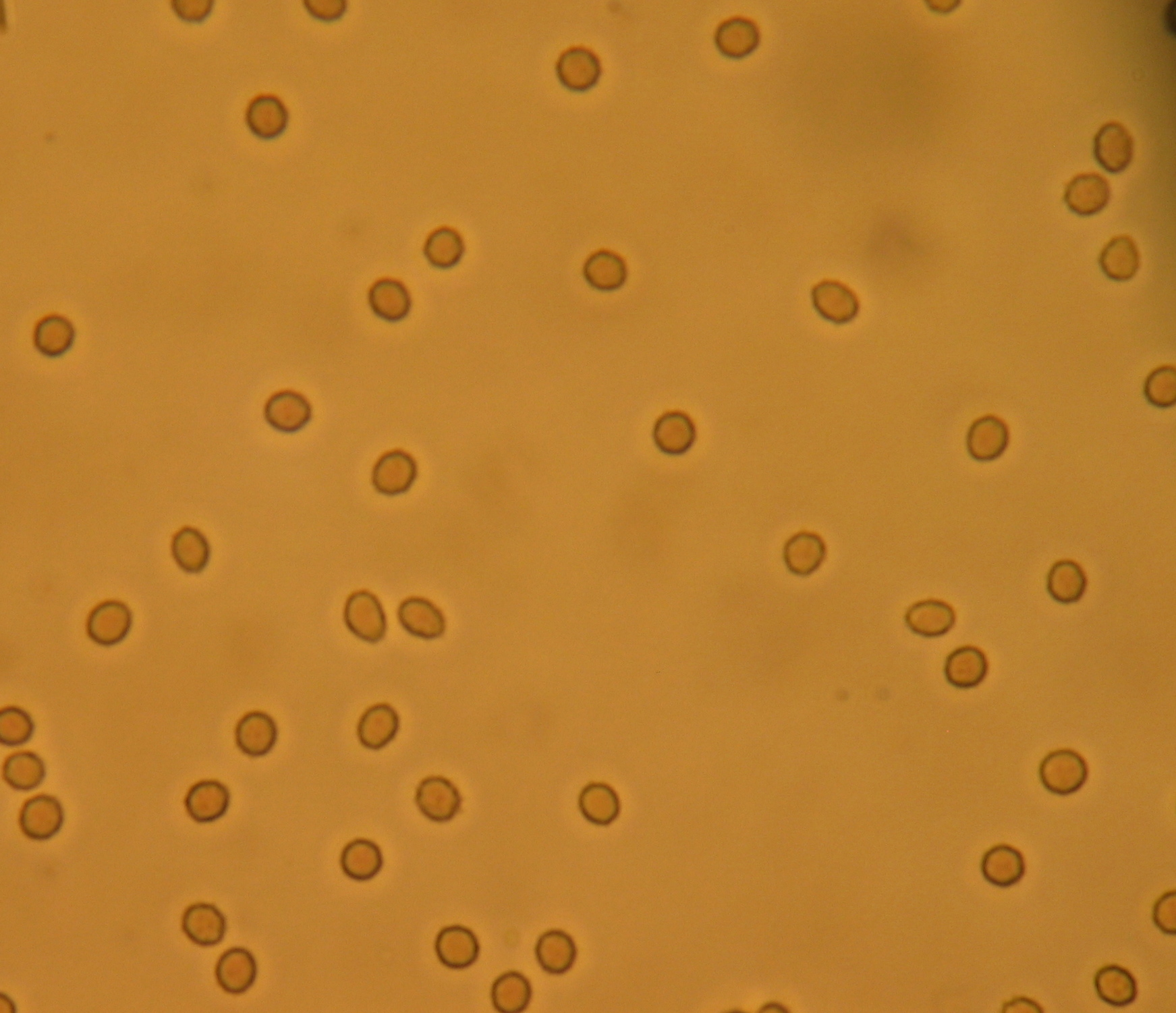
Hématurie microscopique : globules rouges dans l'urine au microscope.

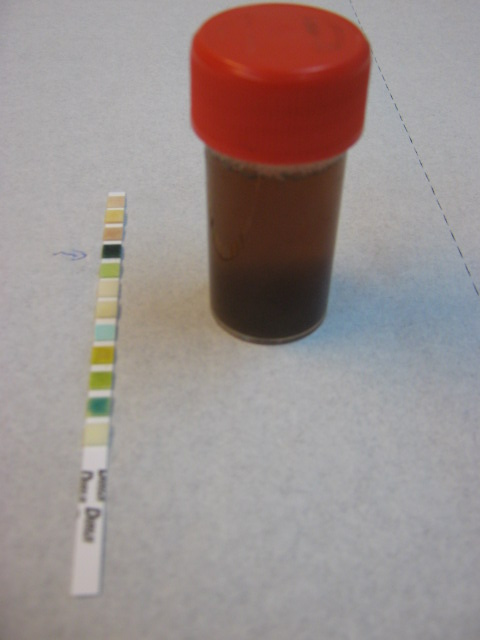
Hématurie macroscopique et bandelette urinaire positive.

 Mise en garde médicale
L'hématurie est la présence de sang dans les urines lors de la miction, plus précisément celle de globules rouges en quantité anormalement élevée (rarement grave par son abondance mais impose la recherche de son étiologie).

## Définition

### Hématurie macroscopique
Une hématurie macroscopique est détectable à l'œil nu, l'urine est de couleur rouge, ce qui correspond à un débit > 300 000 hématies/min .
La coloration rouge ou brune des mictions n'est pas forcement une hématurie liée à la présence anormalement élevée de globules rouges dans l'urine. Cette coloration peut être causée par d'autres affections. Pour faire le diagnostic différentiel, il faut centrifuger les urines :
- dans une hématurie, seul le sédiment est rouge, et le surnageant reste clair ;
- si le surnageant est rouge et qu'il est positif à la bandelette urinaire détectant la présence d'hème, il s'agit d'une myoglobinurie (myoglobine dans l'urine) ou d'une hémoglobinurie (hémoglobine dans l'urine) ;
- si le surnageant est rouge mais reste négatif à la bandelette urinaire, on peut évoquer une porphyrie (les urines initialement de couleur normale se teintent progressivement), l'ingestion de betteraves, ou l'utilisation de phénazopyridine (analgésique urinaire).

Le test des 3 verres de Guyon, avec recueil des urines en début, milieu et fin de miction, permet de localiser l'origine du saignement :
- hématurie initiale : les urines sont rouges au début de la miction, et la cause du saignement est sous le sphincter vésical, orientant vers une lésion urétrale ;
- hématurie terminale : les urines ne deviennent rouges qu'en fin de miction, et la cause du saignement est d'origine vésicale ;
- hématurie totale : les urines sont rouges au cours de toute la miction (cause la plus fréquente), elle ne permet pas de localiser l'origine du saignement : c'est en faveur d'une atteinte rénale mais toute hématurie abondante est totale quelle qu'en soit l'origine.

### Hématurie microscopique
Lors d'une hématurie microscopique, l'urine est de teinte normale et la présence d'hématies n'est pas décelable à l'œil nu, mais uniquement lors des examens de dépistage. Il y a plus de 10 000 hématies/ml au compte d'Addis (plus de 10 hématies/mm3). Cette méthode n'est plus, en 2017, d'actualité. La prévalence est comprise entre 2 et 13 %.

## Diagnostic
- Examen clinique
- La bandelette urinaire est très sensible mais avec une spécificité ne dépassant pas 75 %[2].
- L'examen cytologique des urines permet de visualiser les hématies, tout en recherchant une infection urinaire.

Les tests peuvent être faussement positifs du fait d'une contamination des urines par du sang venant d'autre part (comme par les menstruations).

## Causes
Les causes sont multiples, et la plupart des maladies des reins et du tractus urinaire peuvent donner une hématurie, auxquelles il faut ajouter les troubles hémorragiques. On rappelle que parmi les lésions glomérulaires, l'hématurie est absente dans le syndrome néphrotique à lésions glomérulaires minimes, exceptionnelle dans l'amylose, rare dans la néphropathie diabétique, peu fréquente dans la glomérulonéphrite extramembraneuse.
La prise d'un traitement par anticoagulant oral peut démasquer une hématurie mais ne peut la provoquer seule : une cause autre doit toujours être recherchée.

### Causes urologiques
- pathologies urétrales : urétrite, traumatisme de l'urètre ;
- pathologies prostatiques : cancer de la prostate, prostatite ;
- pathologies vésicales : cancer de la vessie, cystite, lithiase vésicale ;
- pathologies urétérales : cancer urétéral, lithiase rénale ;
- pathologies rénales : pyélonéphrite, cancer du rein, traumatisme du rein, glomérulonéphrite (rapidement progressive, extramembraneuse...).

### Causes néphrologiques
- Néphropathie glomérulaire (toutes quasiment) ;
- Néphrite interstitielle (médicamenteuse ou infectieuse) ;
- Néphro-angio-sclérose (Hypertension artérielle maligne) ;
- Nécrose tubulaire aiguë.

### Autres
Il peut exister une hématurie, le plus souvent microscopique, peu après un effort important.
Gua sha, un traitement de la médecine traditionnelle chinoise, peut causer une hématurie.

## Prise en charge
La prise en charge de l'hématurie microscopique a fait l'objet de  recommandations par l'« American Urological Association » publiées en 2016.